# أمة الله سلطان
أمة الله سلطان باللغة التركية العثمانية (امت الله سلطان) (بالتركية: Emetullah Sultan)‏  وتسمى أيضًا أمة الله سلطان أو هيبة الله سلطان  كانت أميرة عثمانية هي ابنة السلطان العثماني مصطفى الثاني. وُلدت في 1701 في أدرنة، وتوفيت في 19 أبريل 1727 في إسطنبول.